# Crichton Royal Hospital

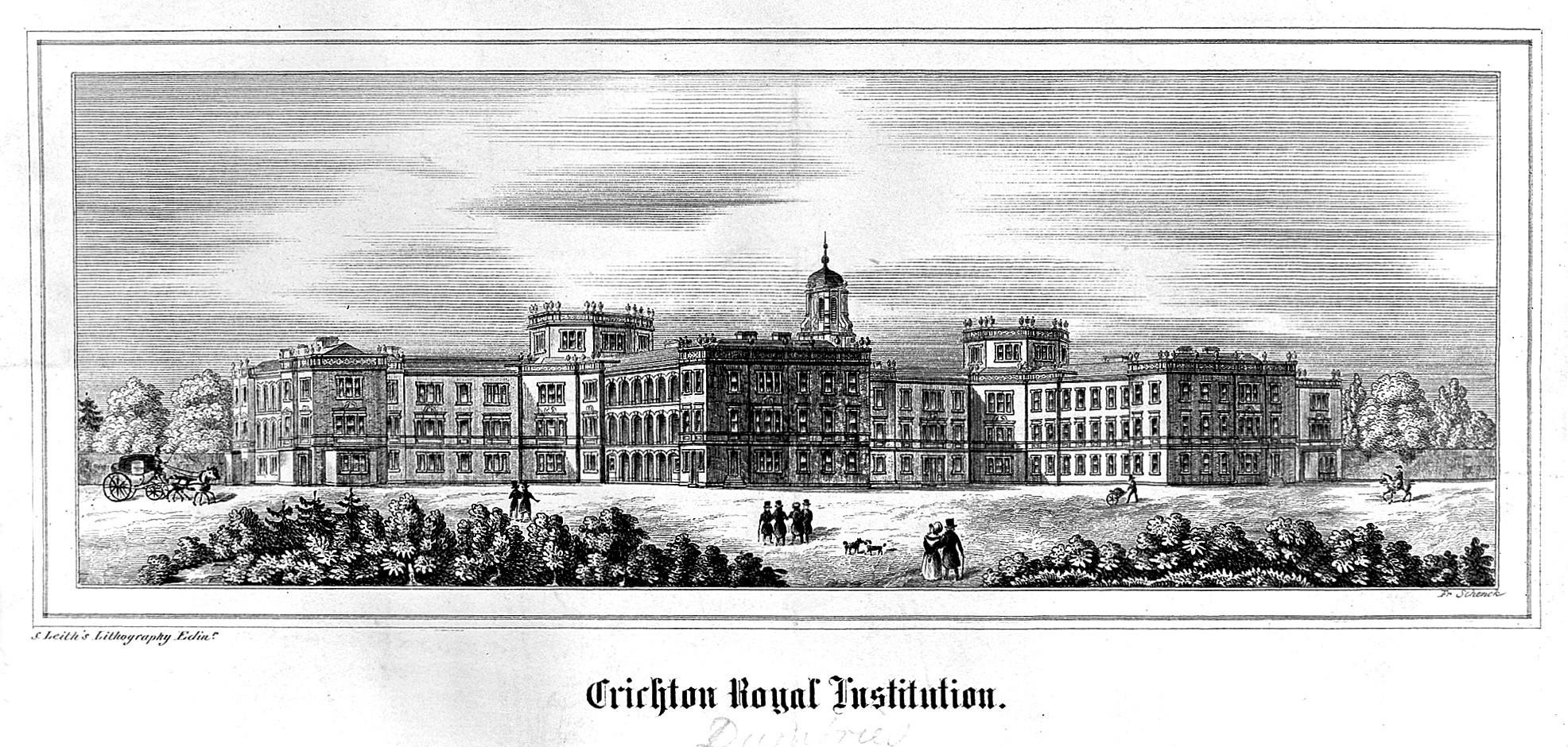
Crichton Royal Hospital

Das Crichton Royal Hospital, auch Crichton Hall, ehemals Crichton Institution for Lunatics und Crichton Royal Institution ist eine psychiatrische Klinik am Südrand der schottischen Stadt Dumfries in der Council Area Dumfries and Galloway. 1986 wurde das Bauwerk in die schottischen Denkmallisten in der höchsten Denkmalkategorie A aufgenommen. Zur Versorgung der Einrichtung wurde in den 1890er Jahren mit der Crichton Farm ein Bauernhof hinzugefügt.

## Geschichte
Die Witwe Crichton of Friars’ Carse stiftete die Einrichtung in den 1830er Jahren. Ihr verstorbener Ehemann, der sein Vermögen in Ostasien erwirtschaftet hatte, verfügte mit seinem Nachlass die Einrichtung einer Universität in Dumfries. Dies konnte jedoch nicht umgesetzt werden. Stattdessen wurde die Klinik ab 1835 nach einem Entwurf des schottischen Architekten William Burn errichtet und am 1. Juni 1839 als Crichton Institution for Lunatics eröffnet. Bereits im folgenden Jahr fand eine Umbenennung in Crichton Royal Institution statt.
Für die zwischen 1867 und 1871 ausgeführte Erweiterung des Südflügels lieferte der Londoner Architekt William Bonython Moffatt den Entwurf. Er passte den Anbau harmonisch in Burns Architektur ein. Für die Planung des 1904 nach einjähriger Bauzeit eröffneten hinteren Ostflügels zeichnet Sydney Mitchell verantwortlich. In der Mitte der 1920er Jahre wurde dieser um Schwesternunterkünfte erweitert. Seit 1945 trägt die Einrichtung den Namen Crichton Royal Hospital.